# NLV・クアント
NLV・クアント(NLV Quant)はオランダの太陽エネルギー会社であるNLV Solar AGとスウェーデンの自動車メーカーであるケーニグセグが共同で制作したコンセプトカーである。

## 概要
クアントは2009年のジュネーブ・モーターショーで発表された。ケーニグセグがボディ・シャーシ・インテリアの設計を行い、NLV Solar AGが蓄電システムを開発した。1回の充電で得られる航続距離は500kmで、バッテリーは20分で急速充電が可能。後輪には回生ブレーキが取り付けられており、通常の摩擦ブレーキは装備していない。前輪には通常の摩擦ブレーキが取り付けられている。
ボディにはペイントの層として、薄膜太陽電池が採用されている。
2009年にケーニグセグがゼネラルモーターズの子会社であるサーブ・オートモービルの買収交渉を行った際、クアントの生産が行われるという噂が流れたが、生産は行われなかった。
クアントは2ドアの4人乗りで、ガルウィングドアを備えている。シャーシはカーボンファイバー製、ボディはアルミニウムとカーボンファイバー製。2つの電気モーターで後輪を駆動する。0-100km/hは5.2秒で、最高速度は275km/h。
NLV・クアントの生産は行われなかったものの、NLV Solarの創業者Nunzio La Vecchiaが2013年に立ち上げたブランドナノフローセルが、2014年のジュネーブ・モーターショーにて事実上の後継車となるナノフローセル・クアント Eを発表している。またナノフローセルの公式ホームページでは、NLV・クアントを「最初のクアント・プロトタイプ」として紹介している。